# Dolatettix sulcatus
Dolatettix sulcatus är en insektsart som först beskrevs av Carl Stål 1877.  Dolatettix sulcatus ingår i släktet Dolatettix och familjen torngräshoppor. Inga underarter finns listade i Catalogue of Life.